# تل قلعه حسن‌آباد
تل قلعه حسن‌آباد مربوط به دوران‌های تاریخی پس از اسلام است و در شهرستان فیروزآباد، بخش میمند، روستای جووکان واقع شده و این اثر در تاریخ ۱۹ اسفند ۱۳۸۰ با شمارهٔ ثبت ۴۹۰۱ به‌عنوان یکی از آثار ملی ایران به ثبت رسیده است.